# Heterothripidae
Heterothripidae es una familia de insectos en el orden Thysanoptera. Existen 6 géneros y por lo menos 70 especies descriptas en  Heterothripidae.

## Géneros
Los siguientes cinco géneros pertenecen a la familia Heterothripidae:
- Aulacothrips Hood, 1952
- Heterothrips Hood, 1908
- Lenkothrips De Santis & Sureda, 1970
- † Electrothrips Bagnall, 1924
- † Eocephalothrips Bagnall, 1924
- † Protothrips Priesner, 1924